# Икономика на Хърватия
Икономиката на Хърватия е доминирана от сектора на услугите, който възлиза на 70% от БВП.
Въпреки преживения срив по време на войната от 1991-1995 г., днес тя е една от най-проспериращите страни в своя регион и бивша Югославия и най-новият член на ЕС. В периода 2000-2007 г. благосъстоянието ѝ непрекъснато се подобрява, с растеж на БВП между 4% и 6% годишно, което довежда до подобряване на туристическата база и засилено консуматорско търсене, движено от кредити. В същото време инфлацията остава ниска, а хърватската куна стабилна. С настъпването на глбалната финансова криза, растежът на икономиката ѝ се забавя знначително, като за 2009 г. е отчетен спад от 6,9% на БВП. Проблеми като голямата безработица, големия търговски дефицит, неравномерното регионално развитие и лошия инвестиционен климат са предизвикателство за правителството на бившата югославска република. Предприемат се мерки за ускорена приватизация на държавно контролирани активи от ниско стратегическо значение. Докато макроикономическата стабилност е постигната, структурните реформи все още изостават. Високото ниво на външния дълг, неефективният експортен сектор, надутият държавен бюджет и силната зависимост от туризма са предпоставки за бъдещи спънки пред развитието на икономиката ѝ.

## Общи характеристики
С влизането на Хърватия в ЕС и неговия голям пазар, правителството се стреми да подобри конкурентоспособността на икономиката, както и да максимизира готовността за усвояване на структурните фондове на съюза. Проточилата се финансова криза причинява вече четири годишна рецесия, чийто общ размер е 11%. Обвързаността на търговията ѝ с тази на европейските държави, както и банковата система, рефлектират върху влиянието на техните икономически цикли.
Адриатическата държава е приемник предимно на чуждестранни инвестиции от европейската общност, възлизащи на 3/4 от общото количество.
Безработицата достига 14% в края на 2012 г., а младежката е една от най-високите в Европа. Финансовата криза от 2008 г. въздейства силно отрицателно върху частния сектор, предимно в областта на производството, строителството и търговията, където са изгубени 115 000 работни места. Междувременно очакванията за приток на чуждестранен капитал са ограничени, което комбинирано със слабото търсене на хърватски стоки и несигурния растеж в туризма не дават основание за добри прогнози.
Разходите за здравеопазване възлизат на 7,8 % от БВП, едни от най-високите за страна-членка на ЕС. Предизвикателство е застаряващото население на страната и свързаната с това нужда от подобряване и модернизиране на здравните услуги.
Селскостопанският сектор в страната се изчислява на 5% от БВП, а селското население около 42%. Той е важен източник за осигурвяването на неговата прехрана.
През територията на Хърватия преминават 3 паневропейски коридора, свързващи ЕС с Югоизточна Европа, за чието подобряване се инвестират огромни средства, главно чрез публично финансиране. Фокусът за подобряване на инфраструктурата на страната е съсредоточен върху магистралите, железопътната мрежа и пристанищата с цел да бъдат интегрирани в общоевропейската транспортна мрежа.
Коефициентът ѝ по икономическа свобода е 61,3 пункта, което я нарежда на 78-о място в света за 2013 г. Основите за икономическо развитие са крехки с липсата на ефективно функционираща правна система. Системната корупция ерозира доверието в институциите и правителството. Същевременно държавата поддържа висок контрол върху икономическите дейности и поддържа висок дефицит, осъществявайки големи разходи.

## Земеделие
От общо 3,18 милиона хектара земеделска земя, 63,5% е обработваема, а останалата са пасища. 80,4% от обработваемата земя е в частни ръце. Някои от световноизвестните продукти в хранителната промишленост на Хърватия са Славонския кулен, Далматинската пушена шунка, Истърската пушена шунка и Пагското сирене. В страната има 18 фабрики за обработка на риба, произвеждащи над 12 200 тона рибни продукти и деликатеси. Производството на храни, напитки и тютюневи изделия съставлява около 20% от БВП на адриатическата държава, а през 2009 г. в него са заети 53 300 души, работещи в 3408 предприятия.

## Индустрия
Хърватия притежава по-добре развита лека индустрия от другите държави, съставляващи бивша Югославия. Нейните главни производствени направления включват химикали и пластмаси, машинни инструменти, обработени метални продукти, електроника, чугунени и стоманени продукти, алуминиева обработка, хартия и целулоза, строителни материали, текстил, корабостроене, петрол и петролни продукти, храни и напитки. Основната част (95%) от износа обхваща индустриални продукти.

## Туризъм
Като една от най-важните дестинации на средиземноморския туризъм, Хърватия притежава дългогодишни традиции и добри възможности за развитие. Тя е посещавана от над 10 млн. Tуристи всяка година. На територията ѝ са на разположение над 160 000 легла в хотели, 306 000 легла в други видове частни помещения и 180 000 места в къмпинги. На разположение са 48 пристанища с 13 000 плавателни съда по цялото крайбрежие.
Сред предимствата на туризма в страната са добре запазенaта околна среда, богатото историческо наследство, мекият средиземноморски климат, сигурността и близостта до големите туристически пазари на Европа.
По крайбрежието на Хърватия са разположени над 1000 острова. Тя разполага с 8 национални и 10 природни парка, културно и историческо наследство с многобройни културни паметници (дворецът на Диоклециан в Сплит, градовете Тригор и Дубровник, Ефразиевата базилика в Пореч), които са включени в световното наследство на ЮНЕСКО.
Развити са различни форми на туризъм като летния и зимния, морския, конгресния, екологичния, здравния, ловния и риболовния и селския. Най-важни и притегателни центрове са Истрия, Квамер, Далмация, Дубровник и Загреб.
Приходи от туризъм по държави (Топ 10)
| Държава        | Приходи за 2010 г. в млн. долари | Приходи за 2011 г. в млн. долари |
| -------------- | -------------------------------- | -------------------------------- |
| Германия       | 80,7                             | 122,8                            |
| Великобритания | 78,4                             | 89,6                             |
| Италия         | 75,8                             | 85,3                             |
| Норвегия       | 58,9                             | 71                               |
| Франция        | 52,5                             | 63                               |
| САЩ            | 49,2                             | 59,1                             |
| Швеция         | 42,2                             | 49,2                             |
| Австрия        | 36,7                             | 46,9                             |
| Чехия          | 30,5                             | 42,3                             |
| Русия          | 28,9                             | 40,8                             |

## Инфраструктура
Хърватия притежава добре развита инфраструктура, пооддържана и разширявана главно чрез държавни субсидии и свързваща почти всяка част от страната. Четири главни паневропейски коридора минават през адриатическата държава: 5b, 5c, 10 и Адриатическо-Йонийския коридор. Дължината на построената магистрална мрежа е около 1200 км, а още няколкостотин километра са планирани.
Бившата югославска република има няколко пристанища, две от които са главни – Риека и Плоче, а при основно пътническите пристанища могат да се откроят Сплит (с най-много пътници в Адриатика) и Задар. Пристанищата на Риека и Задар биват обновявани с големи инвестиции. Проектът наречен Портата на Риека цели да превърне порта в главен стоков терминал за Централна Европа, чрез изграждането на нови кранове, удължена брегова зона и изграждането на бизнес сгради.
През февруари 2011 г. хърватското правителство обявява план за инвестиции в размер на 13 млрд. евро, от които 3,85 млрд. евро трябва да бъдат насочени към енергийната система на страната, а 4,27 млрд. евро към транспортни проекти.
През март 2010 г. Хърватия подписва споразумение за включване към руския проект Южен поток.

## Галерия
Съвременно строителство в столицата Загреб:
- Cibona Tower
- Бизнес-център T-Com Zagreb
- Sky Office Tower
- Zagreb Tower